# Bryconamericus motatanensis

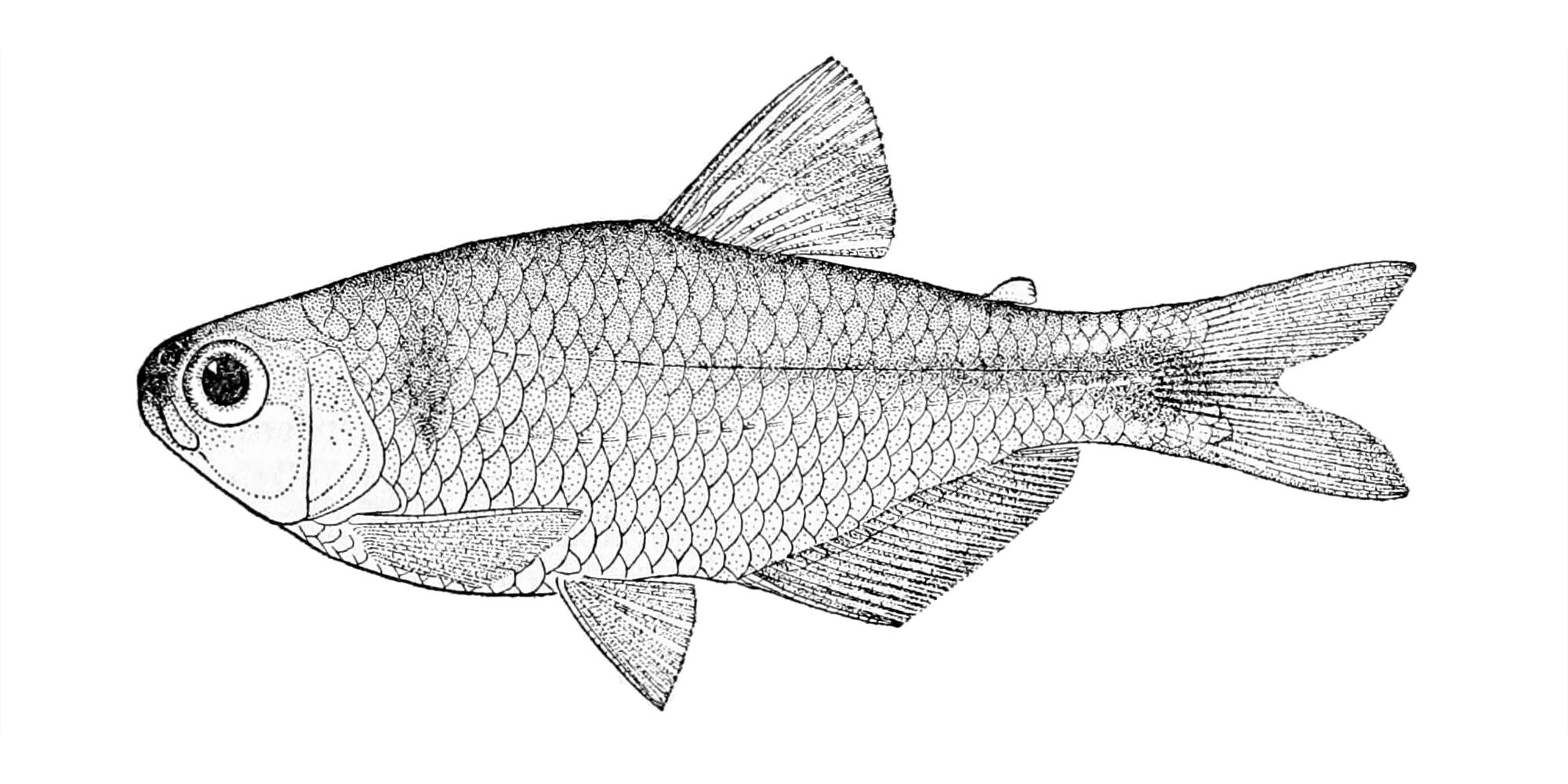
Ilustración de un Bryconamericus motatanensis

Bryconamericus motatanensis es una especie de pez de la familia Characidae en el orden de los Characiformes.

## Morfología
Los machos pueden llegar alcanzar los 4,7 cm de longitud total.

## Hábitat
Vive en zonas de clima tropical.

## Distribución geográfica
Se encuentran en Sudamérica:  cuenca del lago Maracaibo.